# Victor Waucquez
Victor Charles Joseph Waucquez, né le 11 mars 1874 à Bruxelles et y décédé le 20 janvier 1952 fut un homme politique belge catholique.
Waucquez fut docteur en droit (ULB, 1896) et en sciences administratives et politiques; il fut commerçant.
Il fut élu conseiller communal et échevin de Bruxelles (1921); sénateur de l'arrondissement de Bruxelles (1929-36).

## Œuvres
- Les travaux publics depuis quinze ans, Bruxelles, 1900.
- L'élection partielle du 14 avril 1935 dans l'arrondissement de Bruxelles, dans Notes et Documents, nr. 81, 05/1935, 256-265.
- Jonction Nord-Midi. Urbanisation. Reconstruction de Bruxelles. Métropolitain électrique de Belgique. Documents et programme, Bruxelles, 1938.

## Sources
- Sa bio sur ODIS